# Giuseppe Fava
Giuseppe Fava, auch als Pippo bekannt (* 15. September 1925 in Palazzolo Acreide, Sizilien; † 5. Januar 1984 in Catania, Sizilien), war ein italienischer Journalist, Schriftsteller und Dramatiker.

## Leben
1943 zog Fava nach Catania und begann Rechtswissenschaften zu studieren. 1947 schloss er sein Studium ab und 1952 begann er hauptberuflich als Journalist für die Tageszeitung Espresso sera in Catania zu arbeiten, wo er bis 1978 blieb. Daneben schrieb er Theaterstücke, Romane, Sach- und Drehbücher. Am 5. Januar 1984 wurde er in Catania von der Mafia ermordet und zwar vor dem von ihm gegründeten Theater, in dem sein Anti-Mafia-Stück L’ultima violenza aufgeführt wurde.
In seinem Werk beschäftigte er sich unter anderem mit den Themen Gewalt und Mafia.
Giuseppe Favas Kinder Elena Fava und Claudio Fava setz(t)en den zivilgesellschaftlichen Kampf ihres Vaters unter anderem durch Gründung einer Stiftung zu seinen Ehren fort.

## Werke
- Cronaca di un uomo, 1966 (Theaterstück)
- La violenza, 1970 (Theaterstück)
- Il proboviro, 1972 (Theaterstück)
- Bello bellissimo, 1974 (Theaterstück)
- Gente di rispetto, 1975
  - deutsch: Ehrenwerte Leute, Roman, übersetzt von Peter O. Chotjewitz, Beck u. Glückler, Freiburg 1990, ISBN 978-3-924175-65-8; auch Unionsverlag, Zürich 1993, ISBN 978-3-293-20028-9
- Prima che vi uccidano, 1976
  - deutsch: Bevor sie Euch töten, Roman, übersetzt von Peter O. Chotjewitz, Beck und Glückler, Freiburg 1992, ISBN 978-3-89470-401-8; auch Unionsverlag, Zürich 1994, ISBN 978-3-293-20041-8
- Delirio, 1979 (Theaterstück)
- Opera buffa, 1979 (Theaterstück)
- Sinfonia d’amore, 1980 (Theaterstück)
- Passione di Michele, 1980 (Roman)
- Foemina ridens, 1982 (Theaterstück)
- L’ultima violenza, 1983 (Theaterstück)

## Verfilmungen
Drehbuch
- 1980: Palermo oder Wolfsburg – Regie: Werner Schroeter

Literarische Vorlage
- 1972: Gewalt – die fünfte Macht im Staat (La violenza: quinto potere)
- 1975: Werkzeug der Mächtigen (Gente di rispetto), verfilmt von Luigi Zampa, Darsteller u. a. James Mason